# Skarø
Skarø ist eine dänische Insel in der „Dänischen Südsee“ südlich von Fünen. Die Insel gehört zur Kirchspielsgemeinde (dänisch Sogn) Drejø Sogn, die bis zur dänischen Kommunalreform 1970 zur Harde Sunds Herred im damaligen Svendborg Amt gehörte, danach zur Svendborg Kommune im damaligen Fyns Amt und seit der Kommunalreform zum 1. Januar 2007 zur erweiterten Svendborg Kommune in der Region Syddanmark.
Die Insel hat eine Fläche von 1,97 km² und 26 Bewohner (1. Januar 2023). An der Nordküste befindet sich ein Fähr- und Yachthafen. Es gibt Fährverbindungen zur südwestlichen Nachbarinsel Drejø und nach Svendborg auf Fünen.
Skarø gehört zum Verband dänischer Kleininseln.